# CXCR3
Le CXCR3 est un récepteur membranaire avec une affinité pour certaines cytokines. Son gène est le CXCR3 situé sur le chromosome X humain.

## Rôle
Il est exprimé dans différents tissus, dont dans les cellules gliales et interviendrait, par ce biais, dans la réorganisation neuronale après lésion.
Il a une affinité pour le MIG et l'IP10 ainsi que pour l'éotaxine, cette dernière agissant comme un inhibiteur de l'IP10.
Son activation semble jouer un rôle dans le développement de la maladie d'Alzheimer, du moins sur un modèle animal de cette dernière.